# Rocha da Fajã Grande
A Rocha da Fajã Grande é uma formação geológica portuguesa que se estende desde o concelho de Lajes das Flores, e ao Concelho das Lajes das Flores, ilha das Flores, arquipélago dos Açores.
Este acidente geológico tem o seu ponto mais elevado a 672 metros de altitude acima do nível do mar, e é formado por uma extensa formação rochosa que se estende por vários quilómetros de comprimento, entre a Ponta do Albernaz (local onde se localiza o Farol da Ponta do Albernaz) e a Ladeira da Picaca, já próxima da zona do Mosteiro. Dá forma a uma grande zona de terras baixas e produtivas onde se encontram vários núcleos populacionais, com destaque para a Fajã Grande e a Fajanzinha.